# Pauliella bernardi
Pauliella bernardi is een tweekleppigensoort uit de familie van de Kelliellidae. De wetenschappelijke naam van de soort is voor het eerst geldig gepubliceerd in 1895 door Munier-Chalmas.